# Konstandinos Douvalidis
Konstandinos Alexandros Douvalidis-Ricks (auch Konstadinos Douvalidis und Kostas Douvalidis; griechisch Κωνσταντίνος Δουβαλίδης; * 10. März 1987 in Drama) ist ein griechischer Leichtathlet, der sich auf den Hürdenlauf spezialisiert hat. Er ist Inhaber der Nationalrekorde in Halle und Freiluft.

## Sportliche Laufbahn
Konstandinos Douvalidis sammelte 2003 erste internationale Erfahrung in Wettkämpfen im 110-Meter-Hürdenlauf. Im Juli war er für die U18-Weltmeisterschaften im kanadischen Sherbrooke qualifiziert. Dabei zog er in das Finale ein, das er anschließend nicht beenden konnte. 2004 siegte er bei den Griechischen U18-Meisterschaften. 2005 nahm er erstmals an den nationalen Meisterschaften der Erwachsenen teil und belegte im Finale des 110-Meter-Hürdenlaufes mit Bestzeit von 13,94 s den vierten Platz. Im Anschluss siegte er bei den U20-Meisterschaften Griechenlands, bevor er in Kaunas bei den U20-Europameisterschaften an den Start ging. Auch dort gelang es ihm, in das Finale einzuziehen, in dem er die Silbermedaille gewinnen konnte. 2006 verteidigte Douvalidis seinen U20-Meistertitel gegen die nationale Konkurrenz. Im August ging er bei den U20-Weltmeisterschaften in Peking an den Start. Dort lief er im Finale in 13,39 s Bestzeit über die Juniorenhürdenhöhe von 99,0 cm und gewann damit die Bronzemedaille. 2007 stieg er in die Altersklasse der Erwachsenen auf und wurde im Juni zum ersten Mal griechischer Meister. Seitdem gewann er, außer 2009, jedes Jahr den Titel. Anfang Juli steigerte er seine Bestzeit auf 13,54 s und qualifizierte sich damit auch zum ersten Mal für die Weltmeisterschaften. Zuvor ging er in Debrecen bei den U23-Europameisterschaften an den Start. Dabei zog er in das Finale ein, aus dem er mit neuer Bestzeit von 13,49 s als Europameister hervorging. Einen Tag später bestritt er zudem den Vorlauf mit der 4-mal-100-Meter-Staffel, wobei man nach dem Vorlauf ausschied. Ende August trat er dann im Vorlauf der Weltmeisterschaften in Osaka an, blieb dabei allerdings hinter seiner Bestzeiten zurück und schied nach dem Vorlauf aus.
2008 war Douvalidis zum ersten Mal für die Olympischen Sommerspiele qualifiziert. Dort gewann er seinen Vorlauf und zog später auch als Vierter seines Viertelfinallaufs mit neuer Bestzeit von 13,46 s in das Halbfinale ein. Darin scheiterte er schließlich als Fünfter seines Laufes. 2009 siegte er erstmals im 60-Meter-Hürdenlauf bei den Griechischen Hallenmeisterschaften. Bis 2021 gewann er neun weitere Titel. Mit einer Bestzeit von 7,68 s war er für die Halleneuropameisterschaften in Turin qualifiziert. Er zog in das Halbfinale ein, in dem er anschließend als Siebter seines Laufes ausschied. 2010 nahm er in Barcelona zum ersten Mal an Europameisterschaften teil. Mit einer Zeit von 13,80 s schied er dabei bereits nach dem Vorlauf aus. Ein Jahr darauf qualifizierte er sich zum zweiten Mal für die Weltmeisterschaften. Als Vierter seines Vorlaufes verpasste er den Einzug in das Halbfinale. 2012 nahm Douvalidis in Istanbul zum ersten Mal an Hallenweltmeisterschaften teil. Nach einer Zeit von 7,83 s im Vorlauf schied er auf dem 17. Platz aus. Später im Juli trat er in Helsinki zum zweiten Mal bei den Europameisterschaften an und erreichte zum ersten Mal das Finale, das er als Achter auf dem letzten Platz beendete. Einen Monat später trat er in London zum zweiten Mal bei den Olympischen Sommerspielen an und erreichte erneut das Halbfinale.
2013 zog Douvalidis bei seiner zweiten Teilnahme an den Halleneuropameisterschaften zum ersten Mal in das Finale ein, das er als Siebter beendete. Ende Juni nahm er in der Türkei an den Mittelmeerspielen teil und konnte mit einer Zeit von 13,45 s die Goldmedaille gewinnen. Im Finale der Griechischen Meisterschaften verbesserte er sich nochmal bis auf 13,34 s und startete anschließend im August erneut bei den Weltmeisterschaften. Dort scheiterte er erneut nach dem Vorlauf. 2014 trat er in Sopot zum zweiten Mal bei den Hallenweltmeisterschaften an. Diesmal gelang es ihm, in das Halbfinale einzuziehen, in dem er als Fünfter seines Laufes knapp am Einzug in das Finale scheiterte. Später im August trat er erneut bei den Europameisterschaften an, scheiterte allerdings am Einzug in das Finale und belegte am Ende den 15. Platz. 2015 gelang ihm, wie zwei Jahre zuvor, erneut der Einzug in das Finale bei den Halleneuropameisterschaften. Diesmal belegte er den sechsten Platz. Im Juli lief Douvalidis in Ungarn persönliche Bestzeit von 13,33 s, die seitdem auch als Griechischer Rekord geführt werden. Im August zog er bei den Weltmeisterschaften in Peking in das Halbfinale ein. 2016 zog Douvalidis bei seiner dritten Teilnahme an den Hallenweltmeisterschaften erneut in das Halbfinale ein. Später im Juli scheiterte er bei den Europameisterschaften in Amsterdam knapp am Einzug in das Finale. Ähnlich lief es auch bei seiner dritten Teilnahme bei den Olympischen Sommerspielen. In Rio de Janeiro zog er in das Halbfinale ein und belegte darin den fünften Platz in seinem Lauf.
2017 trat Douvalidis bei den Weltmeisterschaften in London an, wobei er nach dem Vorlauf ausschied. Im Frühjahr 2018 zog er bei den Hallenweltmeisterschaften erneut in das Halbfinale ein. Ende Juni gewann er bei seiner zweiten Teilnahme an den Mittelmeerspielen, nach der Goldmedaille 2013, diesmal Bronze. Im August nahm er an den Europameisterschaften in Berlin teil und zog auch dort wieder in das Halbfinale ein. 2019 zog Douvalidis in Glasgow zum dritten Mal in das Finale der Halleneuropameisterschaften ein und erreichte mit dem fünften Platz sein bestes Ergebnis. Ende Juni gewann er die Silbermedaille bei den Europaspielen in Minsk. Ende September nahm er in Doha erneut an den Weltmeisterschaften teil, wobei er als Vierter seines Laufes knapp am Einzug in das Finale scheiterte. Im Februar 2020 steigerte sich Douvalidis in Metz auf eine 60-Meter-Hürdenbestzeit von 7,59 s, die gleichzeitig Griechischer Rekord sind. 2021 qualifizierte sich Douvalidis für seine insgesamt vierte Teilnahme an den Olympischen Sommerspielen. In Tokio lief er im Vorlauf Saisonbestleistung von 13,64 s und verpasste damit als 26. nur knapp den Einzug in das Halbfinale.
2022 trat Douvalidis im März bei den Hallenweltmeisterschaften in Belgrad an. Er startete im zweiten der insgesamt sechs Vorläufe und schied als Sechstplatzierter des Laufes aus. Ein Jahr später nahm er bei den Halleneuropameisterschaften in Istanbul teil. Dort schied er als Fünfter des vierten Vorlaufs vorzeitig aus.

## Wichtige Wettbewerbe
| Jahr                     | Veranstaltung               | Ort                      | Platz                    | Disziplin                | Zeit                     |
| Startet für Griechenland | Startet für Griechenland    | Startet für Griechenland | Startet für Griechenland | Startet für Griechenland | Startet für Griechenland |
| ------------------------ | --------------------------- | ------------------------ | ------------------------ | ------------------------ | ------------------------ |
| 2003                     | U18-Weltmeisterschaften     | Sherbrooke               |                          | 110 m Hürden (91,4 cm)   | DNF (Finale)             |
| 2005                     | U20-Europameisterschaften   | Kaunas                   | 2.                       | 110 m Hürden             | 13,99 s                  |
| 2006                     | U20-Weltmeisterschaften     | Peking                   | 3.                       | 110 m Hürden (99,0 cm)   | 13,39 s                  |
| 2007                     | U23-Europameisterschaften   | Debrecen                 | 1.                       | 110 m Hürden             | 13,49 s                  |
| 2007                     | Weltmeisterschaften         | Osaka                    | 28.                      | 110 m Hürden             | 13,74 s                  |
| 2008                     | Olympische Sommerspiele     | Peking                   | 11.                      | 110 m Hürden             | 13,55 s                  |
| 2009                     | Halleneuropameisterschaften | Turin                    | 14.                      | 60 m Hürden              | 7,82 s                   |
| 2010                     | Europameisterschaften       | Barcelona                | 17.                      | 110 m Hürden             | 13,80 s                  |
| 2011                     | Weltmeisterschaften         | Daegu                    | 19.                      | 110 m Hürden             | 13,59 s                  |
| 2012                     | Hallenweltmeisterschaften   | Istanbul                 | 17.                      | 60 m Hürden              | 7,83 s                   |
| 2012                     | Europameisterschaften       | Helsinki                 | 8.                       | 110 m Hürden             | 13,59 s                  |
| 2012                     | Olympische Sommerspiele     | London                   | 23.                      | 110 m Hürden             | 13,77 s                  |
| 2013                     | Halleneuropameisterschaften | Göteborg                 | 7.                       | 60 m Hürden              | 7,64 s                   |
| 2013                     | Mittelmeerspiele            | Mersin                   | 1.                       | 110 m Hürden             | 13,45 s                  |
| 2013                     | Weltmeisterschaften         | Moskau                   | 19.                      | 110 m Hürden             | 13,55 s                  |
| 2014                     | Hallenweltmeisterschaften   | Sopot                    | 9.                       | 60 m Hürden              | 7,62 s                   |
| 2014                     | Europameisterschaften       | Zürich                   | 15.                      | 110 m Hürden             | 13,56 s                  |
| 2015                     | Halleneuropameisterschaften | Prag                     | 6.                       | 60 m Hürden              | 7,64 s                   |
| 2015                     | Weltmeisterschaften         | Peking                   | 24.                      | 110 m Hürden             | 13,79 s                  |
| 2016                     | Hallenweltmeisterschaften   | Portland                 | 15.                      | 60 m Hürden              | 7,79 s                   |
| 2016                     | Europameisterschaften       | Amsterdam                | 11.                      | 110 m Hürden             | 13,50 s                  |
| 2016                     | Olympische Sommerspiele     | Rio de Janeiro           | 13.                      | 110 m Hürden             | 13,47 s                  |
| 2017                     | Weltmeisterschaften         | London                   | 28.                      | 110 m Hürden             | 13,62 s                  |
| 2018                     | Hallenweltmeisterschaften   | Birmingham               | 14.                      | 60 m Hürden              | 7,68 s                   |
| 2018                     | Mittelmeerspiele            | Tarragona                | 3.                       | 110 m Hürden             | 13,67 s                  |
| 2018                     | Europameisterschaften       | Berlin                   | 14.                      | 110 m Hürden             | 13,56 s                  |
| 2019                     | Halleneuropameisterschaften | Glasgow                  | 5.                       | 60 m Hürden              | 7,65 s                   |
| 2019                     | Weltmeisterschaften         | Doha                     | 14.                      | 110 m Hürden             | 13,54 s                  |
| 2021                     | Olympische Sommerspiele     | Tokio                    | 26.                      | 110 m Hürden             | 13,63 s                  |
| 2022                     | Hallenweltmeisterschaften   | Belgrad                  | 31.                      | 60 m Hürden              | 7,77                     |
| 2023                     | Halleneuropameisterschaften | Istanbul                 | 20.                      | 60 m Hürden              | 7,82 s                   |

## Persönliche Bestleistungen
Freiluft
- 110-Meter-Hürdenlauf: 13,33 s, 7. Juli 2015, Székesfehérvár, (griechischer Rekord)

Halle
- 60-Meter-Hürdenlauf: 7,59 s, 9. Februar 2020, Metz, (griechischer Rekord)